# Gail Kim
Gail Kim-Irvine (ur. 20 lutego 1977 w Toronto) – kanadyjsko-amerykańska wrestlerka i modelka pochodzenia koreańskiego. W latach 2005–2008 i od 2011 r. pracuje w amerykańskiej federacji Impact Wrestling (dawniej Total Nonstop Action Wrestling). W latach 2005–2007 pełniła w TNA rolę valet Jeffa Jarretta i tag teamu America’s Most Wanted, później zaś zdobyła nowo powstałe TNA Women’s World Championship. Sięgnęła po nie siedmiokrotnie, co czyni ją najbardziej utytułowaną wrestlerką tej federacji. Była również jednokrotną TNA Knockouts Tag Team Championką, posiadając mistrzostwo z Madison Rayne. W 2016 r. została włączona, jako pierwsza kobieta, do TNA Hall of Fame. Od 2017 r. pełni obowiązki jednej z producentów w Impact Wrestling.
Karierę zawodniczą rozpoczęła w 2000 r. Występowała w licznych kanadyjskich i amerykańskich federacjach sceny niezależnej. W latach 2002–2004 oraz 2008–2011 rywalizowała w World Wrestling Entertainment (WWE), gdzie została pierwszą Divą, która zdobyła WWE Women’s Championship w swoim debiutanckim pojedynku.
W 2012 r. Pro Wrestling Illustrated ogłosił Gail Kim najlepszą zawodniczką na świecie. Przez wielu fanów i osób ze środowiska wrestlingu jest uznawana za jedną z najlepszych zapaśniczek w historii wrestlingu.
W 2018 r. zakończyła karierę wrestlerki.

## Dzieciństwo i młodość
Gail Kim urodziła się 20 lutego 1977 r. w Toronto. Uczęszczała do tamtejszej szkoły średniej York Memorial Collegiate Institute. Kim pasjonowała się sportem i zdrowym trybem odżywiania. Uprawiała liczne dyscypliny sportu: koszykówkę, siatkówkę, piłkę nożną, baseball i badminton. Po opuszczeniu York Memorial Collegiate Institute studiowała kinezjologię na University of Toronto, następnie przeniosła się Ryerson University i studiowała dietetykę. Oprócz nauki zajmowała się modelingiem i grała w reklamach telewizyjnych.

## Kariera wrestlerki

### Kanadyjska scena niezależna (2000–2002)
Przed uzyskaniem stopnia naukowego na Ryerson University Kim zdecydowała się zostać wrestlerką i dołączyła do Ron Hutchison's School of Pro Wrestling w Toronto. Dodatkowy trening odbyła pod okiem Roba Etchevarriego w Squared Circle Pro Wrestling Gym. Zadebiutowała w grudniu 2000 r., zakładając maskę i walcząc jako „The Queen of Cats” La Felina w Apocalypse Wrestling Federation (AWF), działającej w południowym Ontario. Jej główną rywalką w federacji była Tracy Brooks. 25 listopada 2001 r. Brooks pokonała Kim w Mask vs. Hair matchu, tym samym La Felina musiał zdjąć maskę i ujawnić swoją tożsamość. Wrestlerka uzyskała tytuł Divy Roku 2001 w internetowym głosowaniu fanów AWF.
Występy Kim nie ograniczyły się jedynie do AWF, ponieważ walczyła w innych organizacjach kanadyjskiej i amerykańskiej sceny niezależnej, m.in.  w Border City Wrestling, Northern Championship Wrestling i Insane Wrestling Federation. We wrześniu 2002 r. wzięła udział w pierwszej odsłonie World Xtreme Wrestling's Elite 8 Tournament, przegrywając z Brooks w półfinale zawodów, wcześniej zaś zwyciężyła Nikki Roxx i April Hunter.

### World Wrestling Entertainment (2002–2004)
W 2001 r. Jason Sensation przedstawił Gail Kim pracowniczce World Wrestling Federation (WWF) Norze Greenwald (znanej jako Molly Holly). Namówiła ona Kim, aby wysłała nagrania ze swoich występów zarządowi WWF. W październiku 2002 r. podpisała kontrakt z WWE (w maju tr. federacja zmieniła nazwę). Przez osiem miesięcy trenowała w federacji rozwojowej Ohio Valley Wrestling (OVW) oraz rywalizowała w house showach i dark matchach. W tym czasie wielokrotnie mierzyła się z Dawn Marie, zwłaszcza w Bra and Panties matchach, oraz kilku walkach drużynowych. 9 czerwca 2003 r. organizacja zaczęła emitować na Raw spoty promujące debiut Kim. Jej wizerunek był inspirowany postaciami z trylogii Matrix.
Wrestlerka zanotowała pierwszy występ w WWE w programie Raw, walcząc 30 czerwca 2003 r. w siedmioosobowym Battle Royalu, którego stawką było WWE Women’s Championship posiadane przez Jazz. Kanadyjka wygrała spotkanie po pokonaniu ostatniej zawodniczki – Victorii. W czasie czterotygodniowego panowania zdołała obronić mistrzostwo w walce przeciwko Molly Holly, lecz 28 lipca musiała uznać jej wyższość. 4 sierpnia przeszła heel turn, atakując Trish Stratus, z winy której dwa tygodnie wcześniej przegrały Tag Team match z Victorią i Holly. Nawiązawszy współpracę z Holly, prowadziły pomyślny feud ze Stratus, zanim ta otrzymała pomoc ze strony Lity. 21 września na gali Unforgiven Kim i jej partnerka przegrała Tag Team match z przeciwniczkami. Cztery zawodniczki kontynuowały spór do listopada, kiedy to Kanadyjka nabawiła się kontuzji prawego obojczyka.
Kim powróciła na Raw w kwietniu 2004 r. i natychmiast odnowiła sojusz z Holly. W następnym miesiącu dwukrotnie zmusiła do poddania mistrzynię Victorię w Singles matchu (3 maja) i Six Women Tag Team matchu (10 maja), zapewniając sobie walkę o tytuł na gali Bad Blood (13 czerwca). 7 czerwca przegrała z Litą, wskutek czego zwyciężczyni i Trisha Stratus zostały dodane do planowanej walki. Stratus wygrała Fatal Four Way match na Bad Blood, zdobywając WWE Women’s Championship.
Kim uczestniczyła w siedmioosobowym Battle Royalu rozegranym 19 października na gali Taboo Tuesday, podczas którego Stratus obroniła tytuł mistrzowski. Piętnaście dni później federacja niespodziewanie zwolniła Kanadyjkę w wyniku cięcia kosztów.

### Scena niezależna (2005)
Po odejściu z WWE walczyła w federacjach z różnych stron świata. 22 stycznia 2005 r. wzięła udział w gali NWA Mid–Atlantic zorganizowanej przez National Wrestling Alliance Mid Atlantic Championship Wrestling i National Wrestling Alliance w Korei Południowej. Tego dnia we współpracy z Lollipop pokonały Malię Hosakę i Nidię. W lutym zwyciężyła Nidię w meksykańskiej organizacji Toryumon Mexico. Cztery miesiące później Kim i Tarantula Gomez odnieśli zwycięstwo nad El Fuego i Shantelle Stevens na kanadyjskiej gali W1W/GCW Super Show. 26 czerwca zadebiutowała w World Series Wrestling (WSW) w Melbourne, przegrywając z Nidią. Drugiego dnia wydarzenia wygrała z nią w walce rewanżowej. Następnego wieczoru wraz z A.J. Stylesem pokonali Nidię i Christophera Danielsa.

### Total Nonstop Action Wrestling (2005–2008)

#### America’s Most Wanted (2005–2007)

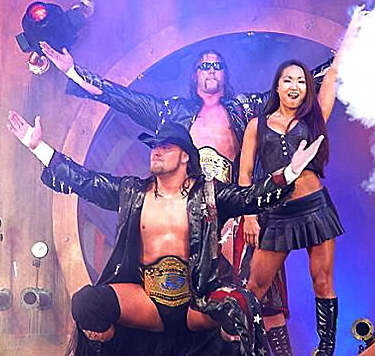
Kim jako członkini America's Most Wanted. U góry Chris Harris, poniżej James Storm.

Wrestlerka podpisała kontrakt z Total Nonstop Action Wrestling 6 września 2005 r. i zadebiutowała w roli czarnego charakteru 8 października w odcinku programu TNA Impact!, zostając menedżerką Jeffa Jarretta i America’s Most Wanted (James Storm i Chris Harris). Często interweniowała w pojedynkach podopiecznych. Pierwszą walkę stoczyła 16 lipca 2006 r. na Victory Road, gdy wspólnie z AMW przegrali z A.J. Stylesem, Christopherem Danielsem i Sireldą w mieszanym Six Person Tag Team matchu. 13 sierpnia na Hard Justice pokonała Sireldę.
Po rozpadzie AMW Kim, aby nie stracić pracy, zdecydowała się na początku 2007 r. stanąć u boku Jamesa Storma, lecz podczas Final Resolution (14 stycznia) przeszła przemianę w pozytywnego bohatera, gdy nie zgodziła się na brutalne zachowanie podopiecznego wobec Peteya Williamsa. Po meczu została zaatakowana przez niego i jego nową menedżerkę, Jackie Moore. Kim i Willims przegrali z parą antagonistów w mieszanym Tag Team matchu na Against All Odds (12 lutego) oraz w Double Bullrope matchu na Destination X (11 marca). W czasie kolejnej gali, Lockdown (15 kwietnia), pokonała Moore w Six Sides of Steel Cage matchu, następnie zaś w odcinku programu TNA Impact!, wyemitowanego 3 maja, zakończyła feud, odnosząc nad nią zwycięstwo w Street Fight matchu (po jednym z kopnięć wybiła Moore dwa zęby). W czerwcu zaczęła pomagać Erikowi Youngowi w jego sporze z Bobbym Roodem i Ms. Brooks. Na Slammiversary (17 czerwca) interwencja Kim umożliwiła Youngowi odniesienie zwycięstwa w pojedynku i uwolnienie się spod kurateli Roode'a. Na Victory Road (15 lipca) pokonali przeciwników w mieszanym Tag Team matchu, a na kolejnej gali, Hard Justice (12 sierpnia), uchroniła Younga przed osmołowaniem i obrzuceniem pierzem po przegranym Humilation matchu. Ostatecznie kara została wykonana na Ms. Brooks.

#### Mistrzyni Knockouts i odejście (2007–2008)
Kim została ogłoszona pierwszą TNA Women’s Knockout Championką, wygrywając dziesięcioosobowy Gauntlet match na gali Bound for Glory (14 października). Panowanie rozpoczęła od obrony tytułu w meczu przeciwko Roxxi Laveaux, ODB i Angel Williams na Genesis (11 listopada). W tym samym miesiącu wdała się w konflikt z Awesome Kong, który został uznany przez znawców tematyki wrestlingowej za jeden z najlepszych żeńskich rywalizacji w historii wrestlingu i ceniony za brutalność i intensywność walk. Celem jej rywalki było zdobycie pasa mistrzowskiego. Ich pierwszy pojedynek odbył się na Turning Point (2 grudnia), który zakończył się dyskwalifikacją Kong. Po meczu wściekła Amerykanka wyładowała swój gniew na sędzim, Angelinie Love oraz Velvet Sky, na końcu zaś rzuciła Kim na leżące w ringu metalowe krzesełko. Kolejne tygodnie upłynęły pod znakiem bójek obu zawodniczek. Na Final Resolution (6 stycznia 2008 r.) pokonała przeciwniczkę w No Disqualification matchu, jednakże w odcinku programu TNA Impact! następującym po gali (10 stycznia) Kim utraciła TNA Women’s Knockout Championship na rzecz rywalki, której pomogła debiutująca Raisha Saeed. Jednocześnie Kanadyjka została kontuzjowana przez Kong, która uderzyła trzykrotnie jej plecami o matę ringu. 24 stycznia odebrała tytuł Knockoutki Roku 2007. Podczas uroczystości została zaatakowana przez Kong, niebawem zaś wraz z ODB zmierzyły się z nią w przegranym pojedynku na Destination X (9 marca). Miesiąc później na Lockdown (13 kwietnia) Kim i ODB zwyciężyły Kong i Saeed w Tag Team matchu.
W trakcie rywalizacji z Kong rozpoczęła feud z The Beautiful People (Angelina Love i Velvet Sky), zwyciężając Sky 13 marca i stając się celem ataku członkiń grupy. 20 marca i 1 maja, wraz z ODB, pokonały je w Tag Team matchach. Na Sacrifice (11 maja) wygrała TNA Knockouts Makeover Battle Royal, czym zapewniła sobie walkę o tytuł mistrzowski. Pojedynek ten odbyła 15 maja z Awesome Kong, lecz interwencja Love zaprzepaściła jej wysiłki. Podczas Slammiversary (8 czerwca) Kim, ODB i Roxxi odniosły zwycięstwo nad The Beautiful People i Moose w Six Women Tag Team matchu. Następnie Kim wygrała z Love na Victory Road (13 lipca), zaś na Hard Justice razem z Taylor Wilde i ODB pokonały Love, Sky i Kong.
Ostatnim akordem sporu z Awesome Kong, a zarazem ostatnim pojedynkiem Kim w federacji, był nieudany dla niej Street Fight match, rozegrany 21 sierpnia. Opuściła TNA z końcem sierpnia. Wiele walk z pierwszego pobytu Kim w TNA otrzymało od Dave’a Meltzera wysokie noty, 3–, 3¼– lub 3½–gwiazdkowe na 5 możliwych do uzyskania.

### Scena niezależna (2006–2008)
W latach 2006–2008 rywalizowała w federacjach: Blood Sweet And Ears, Universal Wrestling Federation 2006, Funking Conservatory, Maryland Championship Wrestling,  Jersey All Pro Wrestling,  Ballpark Brawl i Big Time Wrestling.
Trzykrotnie podejmowała próbę wywalczenia Funking Conservatory Women’s Championship. Dwie z nich, 5 listopada 2006 r. i 27 maja 2007 r., zakończyły się niepowodzeniem. W trzeciej walce, 23 marca 2008 r., zdobyła mistrzostwo po zwycięstwie nad Claudią Reiff. W październiku tr. Dory Funk Jr. pozbawił ją tytułu, ponieważ już jako zawodniczka WWE nie mogła pojawić się w innych federacjach.

### Powrót do WWE (2008–2011)

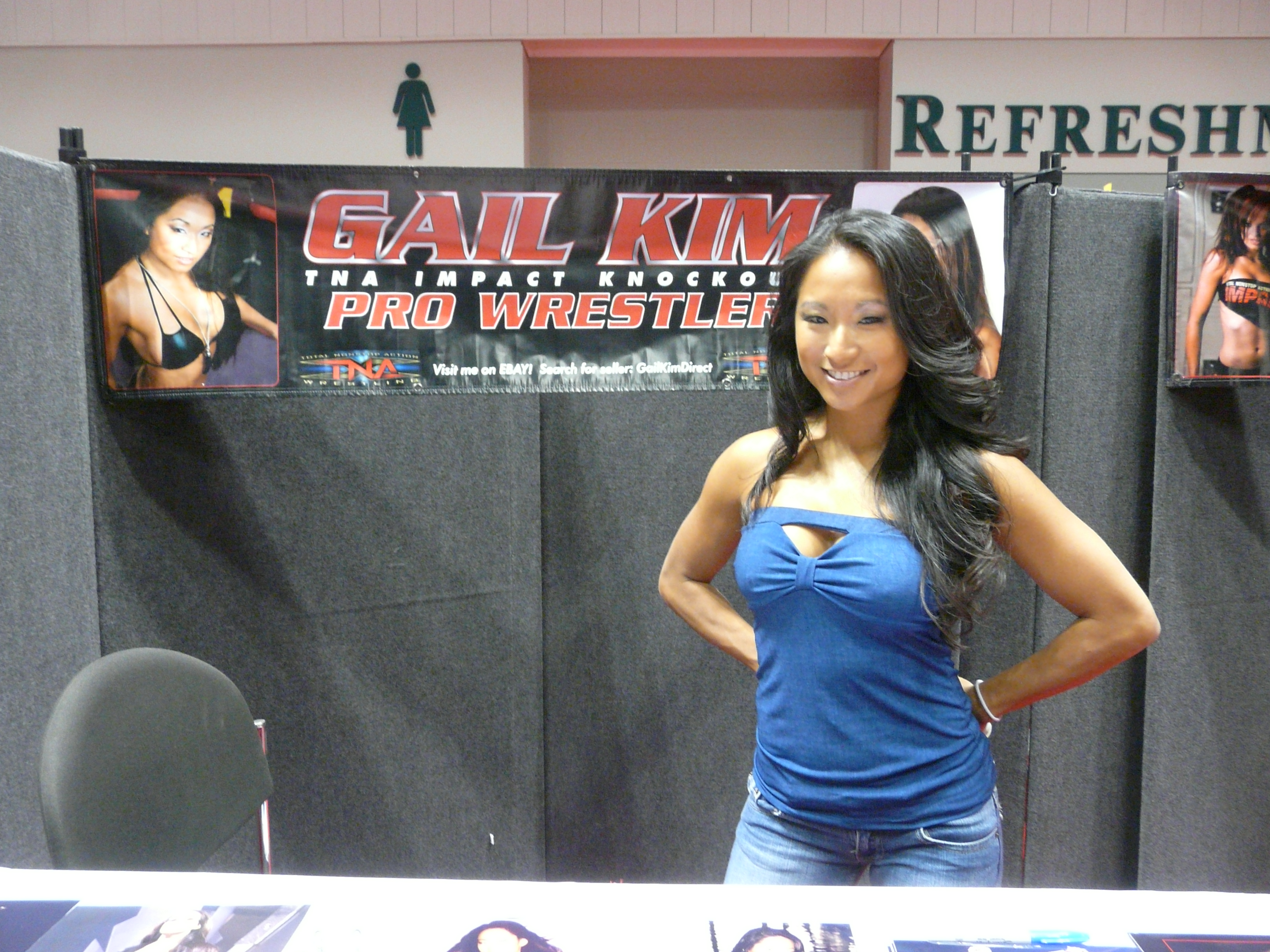
Gail Kim podczas dawania autografów w 2008 r.

Opuściwszy TNA, Kim odnowiła kontrakt z WWE pod koniec 2008 r. Pojawiła się na SmackDown 27 marca 2009 r. w roli ulubienicy publiczności, atakując uczestniczki meczu o Divas Championship, Maryse – heelową mistrzynię oraz Michelle McCool. Trzy dni później weszła w skład zwycięskiej drużyny w 18–Diva Tag Team matchu na Raw. Podczas WrestleManii XXV (pierwszy występ Kim na tej gali), rozegranej 5 kwietnia, wzięła udział w 25–Diva Miss WrestleMania Battle Royalu. W odcinku SmackDown z 17 kwietnia wygrała z Maryse, czym zapewniła sobie pojedynek z nią o mistrzostwo kobiet, jednak tydzień później nie wykorzystała tej szansy.
W czerwcu została przeniesiona na Raw w toku wymiany 15 zawodników między brandami Raw, SmackDown i ECW. 10 sierpnia zdobyła drugie miano pretendentki do tytułu po zwycięstwie nad Beth Phoenix, Kelly Kelly i Alicią Fox w Fatal Four Way matchu, ostatecznie ponosząc porażkę tydzień później z Mickie James. Na Bragging Rights (25 października) reprezentowała Raw wspólnie z Meliną i Kelly Kelly w przegranym starciu z zespołem SmackDown (Michelle McCool, Beth Phoenix i Natalya). W Five on Five Survivor Series Elimination matchu na Survivor Series (22 listopada) walczyła po zwycięskiej stronie – w Teamie Meliny.
Na początku 2010 r. uczestniczyła w turnieju, którego zwyciężczynie miały zmierzyć się o zawieszone Divas Championship. W drodze do finału triumfowała nad Jillian Hall i Alicią Fox, aby w końcowym meczu na Raw (22 lutego) ponieść porażkę z Maryse. Pierwotnie ten mecz miał odbyć się na Elimination Chamber (21 lutego), tymczasem władze federacji zmieniły plan, prezentując walkę Maryse i Kim przeciwko Team LayCool (Michelle McCool i Layla El). Jej rezultatem była wygrana LayCool na skutek opuszczenia Kim przez jej sojuszniczkę. Następnie Kanadyjka wraz z drużyną nie poradziły sobie z tag teamem McCoole i Layli, Fox, Vickie Guerrero i Maryse w 10–Diva Tag Team matchu  podczas WrestleManii XXVI (28 marca). 20 czerwca odbył się Fatal Four Way match, na którego szali znalazło się mistrzostwo kobiet z udziałem Kim, Eve Torres (mistrzyni), Maryse i Fox; nową Divas Championką został Fox.
Na początku 2011 r. rywalizowała w kilku meczach, jak również została dziewczyną Daniela Bryana, asystując mu przy ringu w jego pojedynkach. Gdy menedżerki Bryana, Nikki i Brie Bella, odkryły, że ich podopieczny całował się z Kim za kulisami, zaatakowały Kanadyjkę. Bella Twins ponowiły napaść 30 stycznia na Royal Rumble oraz następnego dnia na Raw, zaś 7 lutego Kim, Eve Torres i Tamina zwyciężyły bliźniaczki i Melinę. 21 lutego Nikki i Bella pokonały ją i Eve Torres w Tag Team matchu, natomiast 28 lutego Kim przegrała miano pretendentki do tytułu mistrzowskiego w wyniku oszustwa sióstr. 7 marca pomogła Torres zachować WWE Divas Championship w jej starciu przeciwko Nikki Belli. Gdy Daniel Bryan został przeniesiony na SmackDown w kwietniu, konflikt zakończył się.

Przed upływem pierwszej połowy 2011 r. zaczęła rywalizować z Meliną, ponieważ ta nazwała ją „okropną przyjaciółką”. Pojedynki między obiema zawodniczkami odbywały się głównie na Superstars, w których zwycięstwa odnosiła Kim – 30 maja i 23 czerwca. 1 sierpnia uczestniczyła w Battle Royalu, mającym wyłonić kandydatkę do walki z mistrzynią kobiet. Krótko po rozpoczęciu meczu sama się z niego wyeliminowała. Niedługo potem wyjawiła, że WWE poinstruowało ją, aby odpadła z meczu w przeciągu minuty, dlatego wybrała najprostsze rozwiązanie. 5 sierpnia ogłosiła na Twitterze swoje odejście, jednak WWE nie zwolniło jej do czasu wygaśnięcia kontraktu. Chwila ta nadeszła 30 września, gdy organizacja usunęła profil zawodniczki ze swojej strony internetowej. Kim wyjaśniła przyczyny opuszczenia WWE w jednym z wywiadów: 

Nie żałuję niczego z tego, co zrobiłam. Miałam się wyeliminować najszybciej jak to było możliwe i to zrobiłam. Moja decyzja była tylko odpowiedzią na ich brak szacunku w stosunku do mnie. Nikt nie ma pojęcia przez co przeszłam w tej federacji, przez jak duży brak szacunku. Jednak moja akcja nie była tylko z tego jednego powodu. To była kulminacja wszystkich lekceważeń, które wycierpiałam. Pozostałe kobiety i dywizja kobiet, jako całość, też przez nie przechodzą. Ja zajęłam tylko swoje stanowisko. Wielu fanów oglądających RAW zauważyło co zrobiłam. Jednak z federacji nikt tego nie zauważył, co pokazuje, jak bardzo ich to nie obchodzi. Poszłam do Johnny'ego (John Laurinaitis) po całym zajściu i powiedziałam o tej walce. Jego reakcja na całe zajście była następująca – „Tak. Słyszałem o tym. To było niezłe gówno”. Byłam zdumiona i powiedziałam, jak sama siebie wyeliminowałam, a on zaczął się tylko śmiać. Jak fani mają odbierać poważnie dywizję, skoro ludzie pracujący w federacji tego nie robią? Gdyby to tyczyło się któregoś z mężczyzn, który sam siebie by wyeliminował, to wtedy zostałby dosadnie ukarany, ale skoro to była kobieta, to nikt nie przykładał do tego żadnej wagi, nawet kiedy im o tym powiedziałam.

### Scena niezależna (od 2011)
Zawodniczka walczyła w latach 2011–2017 na amerykańskiej, brytyjskiej i francuskiej scenie niezależnej,  uczestnicząc w galach takich federacji, jak: International Wrestling Cartel, Family Wrestling Entertainment,  Impact Wrestling Revolution,  Southside Wrestling Entertainment,  British Championship Wrestling, Absolute Intense Wrestling,  Keystone Pro Wrestling,  Association Bitteroise de Catch i Pro Wrestling Blitz. Wystąpiła również na gali w Georgetown w Gujanie.
2 maja 2015 r. na gali Impact Wrestling Revolution Day of Destiny pokonała Madison Rayne w walce o zawieszone IWR Diamond Championship, broniąc je w 29 sierpnia tego roku przeciwko Velvet Sky na IWR Rise of Revolution.  Natomiast 18 lipca przegrała walkę z Kay Lee Ray na SWE Great Expectations, którego stawką było Queen of Southside Championship. 22 lipca 2016 r. zwyciężyła Heidi Katrinę podczas gali ABC Arena Catch VII we Francji, zdobywając ABC Women’s Championship.

### Powrót do TNA/Impact Wrestling (od 2011)

#### Współpraca z Madison Rayne i Karen Jarrett (2011–2012)

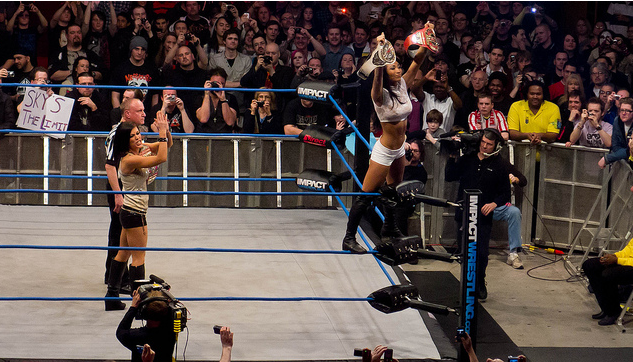
Madison Rayne i Gail Kim w styczniu 2012 r.

20 października 2011 r. powróciła do TNA, nawiązując współpracę z Madison Rayne i wiceprezydent Knockoutek, Karen Jarrett. Jednocześnie zaatakowała ówczesną mistrzynię kobiet, Velvet Sky, czego efektem było obranie przez nią roli złego charakteru. 3 listopada Kim i Rayne pokonały TnT (Tara i Brooke Tessmacher) w pojedynku o TNA Knockouts Tag Team Championship. Broniły go sukcesywnie 10 listopada (Mickie James i Velvet Sky) oraz 5 stycznia 2012 r. (James i Traci Brooks). Na Turning Point (13 listopada) Kanadyjka odebrała Sky TNA Knockouts Championship, w którego utrzymaniu stoczyła serię walk z James: 11 grudnia na Final Resolution i 29 grudnia w programie Impact Wrestling (oba zwycięstwa zawdzięczała interwencji Rayne), jak również na Genesis (8 stycznia) po dyskwalifikacji Mickie, która użyła niedozwolonego przedmiotu). Tym samym została drugą zawodniczką, po swojej tag team partnerce, która posiadała oba żeńskie tytuły jednocześnie. 2 lutego Rayne doprowadziła do przegranej Kim w Non Title matchu z Tarą, przypadkowo uderzając „przyjaciółkę”. Od tego czasu ich relacje uległy pogorszeniu, zwłaszcza po ich kłótni na Against All Odds (12 lutego) w czasie walki Kanadyjki z Tarą o pas mistrzowski kobiet oraz wygranej Rayne w dziesięcioosobowym Battle Royalu, którego stawką było miano pretendentki do najważniejszego tytułu Knockoutek. Dalsze tarcia nastąpiły w wyniku nieporozumień podczas obopólnych spotkań. 8 marca utraciły pasy drużynowe na rzecz ODB i Erica Younga. Na Victory Road (18 marca) obroniła mistrzostwo przeciwko Rayne, po czym 29 marca pogodziły się, nadal tworząc tag team.
15 kwietnia na Lockdown odniosła zwycięstwo nad Velvet Sky, dzięki rozproszeniu uwagi rywalki przez Rayne, w Steel Cage matchu w obronie TNA Knockouts Championship. Potem Kim doznała dwóch porażek z Brooke Tessmacher, które pozwoliły przeciwniczce zmierzyć się z nią na Sacrifice (13 maja) o mistrzostwo kobiet; Kanadyjka wygrała to spotkanie. 17 maja ponownie obroniła tytuł, tym razem w Three Way matchu przeciwko Sky i Tessmacher. 10 maja na Slammiversary jej 210-dniowe panowanie dobiegło końca, ponieważ przegrała w kolejnym starciu z Brooke. 12 lipca nie zdołała odebrać jej tytułu w walce rewanżowej.
W drugiej połowie 2012 r. jej rola uległa ograniczeniu. Oprócz dwóch przegranych wieloosobowych pojedynków o miano pretendentki do meczu o tytuł mistrzowski (2 sierpnia, 15 listopada), wplątana została w konflikt między Tarą a Brooke Tessmacher oraz walczyła w pojedynczych spotkaniach z Tessmacher i Mickie James.

#### Rywalizacja z Taryn Terrell, Madison Rayne, Angeliną Love i Havok (2013–2014)
13 stycznia 2013 r. na Genesis wdała się w konflikt z sędzią Taryn Terrell. Popełniła ona błąd podczas pięcioosobowego Gauntlet matchu, odliczając Kim w chwili, gdy położyła nogę pod dolną linę. Niedopatrzenie sędzi uniemożliwiło Kanadyjce odniesienie zwycięstwa nad ostatnią rywalką, Velvet Sky, i uzyskanie miana pretendentki do walki o TNA Knockouts Championship. 17 stycznia w programie Impact Wrestling Kim zaczęła dyskusję z Terrell w trakcie swojej walki rewanżowej ze Sky, co w konsekwencji przyczyniło się do jej porażki. Miesiąc później odbył się Four Way Elimination match o mistrzostwo kobiet, w którym Kanadyjka zmierzyła się ze Sky, Tarą i Miss Tessmacher. Podczas spotkania Kim nie chciała dostosować się do jednego z poleceń Terrell, dlatego ta zmusiła ją do tego siłą. Sky wykorzystała zamieszanie, przypięła rywalkę i zdobyła tytuł. Konflikt Kim i Terrell zaognił się na Lockdown (10 marca), gdy doszło między nimi do bójki, po czym Kanadyjka musiała po raz czwarty uznać wyższość członkini The Beautiful People. 14 marca sędzia otrzymała ostrzeżenie, wedle którego jej następny atak na jakąkolwiek zawodniczkę będzie oznaczał zwolnienie z federacji. Mimo zakazu, sprowokowana przez Kim, uderzyła ją w trakcie Tag Team matchu. 21 marca Kim domagała się wyrzucenia rywalki, lecz Brooke Hogan, opiekująca się dywizją Knockoutek, odwołała Terrell z funkcji arbitra i ogłosiła nową zawodniczką TNA. Tydzień później Kanadyjka został wyzwana przez nią na pojedynek, jednak zamiast walki wywiązała się między nimi bójka, w której uczestniczyły również Tara i Velvet Sky. 4 kwietnia Kim i Tara pokonały rywalki w Tag Team matchu, natomiast 11 kwietnia Terrell szybko rozprawiła się z Kanadyjką. Niecały miesiąc później Kim i Tara przegrały z Mickie James i Terrell w kolejnym Tag Team matchu, po czym zaatakowały je. 9 maja Kim, niezadowolona z postawy Tary w przegranym meczu z James i Sky, pobiła ją, a w kolejnym odcinku Impact Wrestling kontuzjowała nogę Sky w Non Title matchu. 23 i 30 miały miejsce bójki Terrell i Kim. Kulminacją ich feudu był Last Knockout Standing match na Slammiversary (2 czerwca), który wygrała Terrell. Recenzenci dali wysokie noty temu spotkaniu.
11 lipca Kim pokonała Terrell w Ladder matchu, zyskując miano pretendentki do mistrzostwa kobiet, jednak 25 lipca nie zdołała wygrać z TNA Knockouts Championką Mickie James. Jednocześnie posprzeczała się z sędzią, ODB, co doprowadziło do rozpoczęcia sporu między nimi. Tydzień później zmierzyły się ze sobą, ale żadna z nich nie odniosła zwycięstwa, ponieważ obie zostały wyliczone poza ringiem. 15 sierpnia w Impact Wrestling: Hardcore Justice ODB przypięła Kanadyjkę w Three Way Hardcore matchu, w którym uczestniczyła również James. 29 sierpnia przegrała z rywalką w Two Out of Three Falls matchu stosunkiem 2:1, nie uzyskując w ten sposób miana pretendentki do tytułu mistrzowskiego.

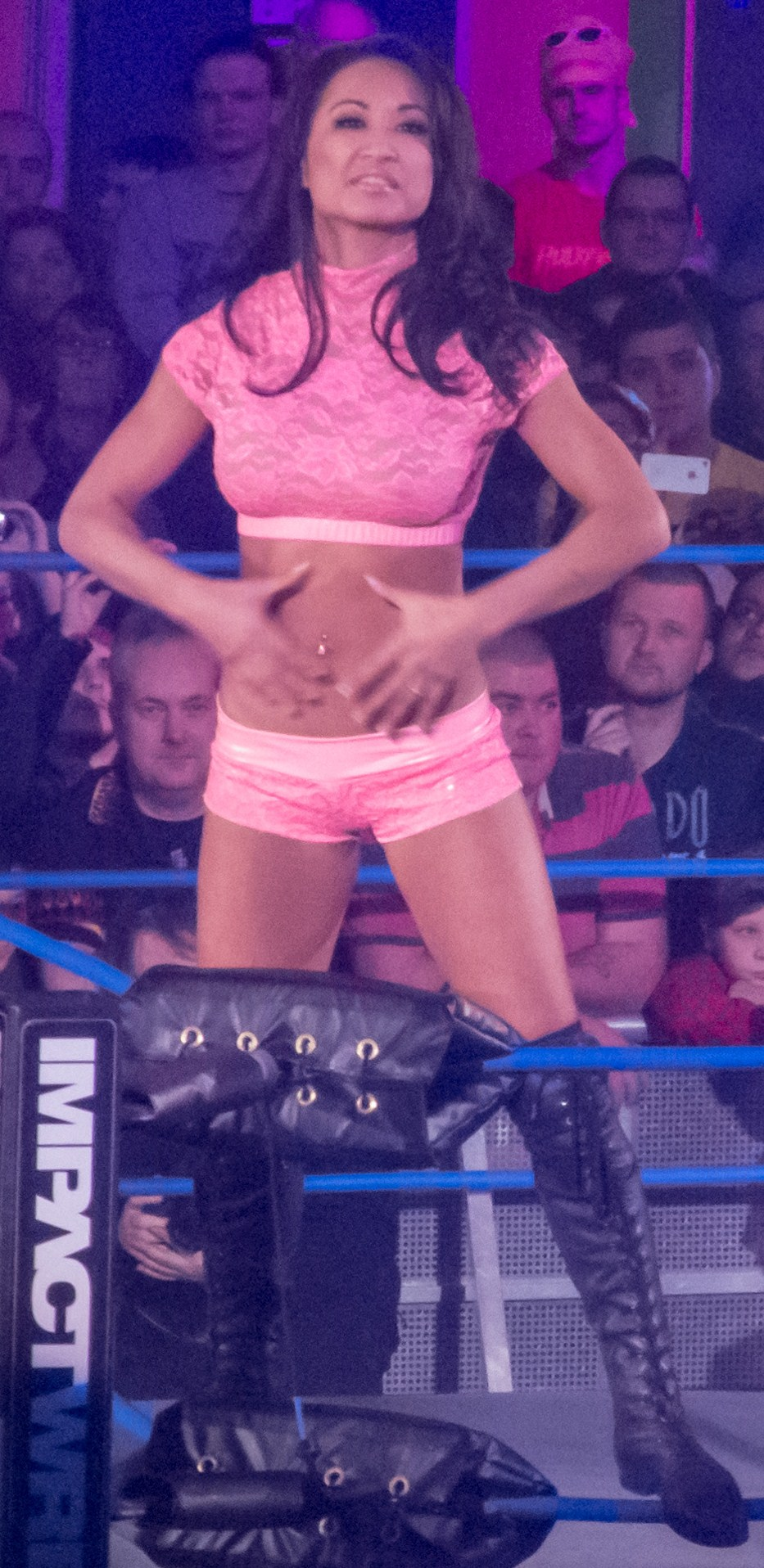
Kim w styczniu 2013 r.

Na Bound for Glory (20 października) Kim zawiązała sojusz z Lei’D Tapą, którego pierwszym owocem było zwycięstwo nad ODB i Brooke i zdobycie po raz trzeci TNA Knockouts Championship, zaś 31 października interwencja partnerki pozwoliła jej utrzymać tytuł w walce z ODB. Przez kilka tygodni broniła mistrzostwo w Open Challenge matchach z Hannah Blossom, Candice LeRae i Lauren Dennis. 12 grudnia wyzwanie rzuciła zawodniczce ODB, co spotkało się z atakiem na nią ze strony Kanadyjki i Tapy. Napadniętą Jessickę Kresę uratowała powracająca do federacji Madison Rayne. Tydzień później obie drużyny rozegrały Tag Team match zakończony porażką antagonistek. Na Imapct Wrestling: Genesis uległa Rayne, tracąc TNA Knockouts Championship. 30 stycznia 2014 r. razem ze swoją partnerką przegrały z Velvet Sky i nową mistrzynią. 20 lutego odbył się Non Title Street Fight match, podczas którego Tapa odwróciła uwagę Madison, co pozwoliło Kim odnieść zwycięstwo w pojedynku. 2 marca Kim triumfowała nad rywalką w Non Title matchu na gali Wrestle-1 Kaisen: Outbreak w Tokio,  natomiast na Lockdown nie zdołała odebrać jej tytułu mistrzowskiego w Steel Cage matchu. Ta porażka nadwyrężyła dobre relacje Gail Kim i Lei’D Tapy. Gdy 13 marca Tapa przypadkowo doprowadziła do przegranej Kanadyjki z debiutantką – Brittany, po meczu doszło między nimi do bójki. Później Kim wygrała z byłą pomocniczką programie Impact Wrestling, kończąc tym samym karierę Tapy w TNA.
10 kwietnia zmierzyła się z Angeliną Love, Brittany i ODB w Four Way matchu, której zwyciężczyni miała spotkać się z Madison Rayne na Sacrifice w walce o tytuł kobiet. Kim został przypięta przez Love po tym, jak Velvet Sky oślepiła ją sprejem. Dwa tygodnie później przeszła face turn, pierwszy raz od czasu powrotu do TNA, pomagając Rayne odeprzeć napaść The Beautiful People, lecz tego samego wieczoru przegrały Tag Team match z rywalkami. Kim i Love kontynuowały spór, kilkukrotnie atakując się nawzajem. 12 czerwca została kandydatką do meczu o TNA Knockouts Championship, posiadanego przez Love, na gali Slammiversary (15 czerwca) po zwycięstwie nad Rayne i Brittany. Mimo uzyskanej szansy, przegrała starcie z mistrzynią. 26 czerwca współpracował z dawną rywalką, Taryn Terrell, w Tag Team matchu, odnosząc zwycięstwo nad członkiniami The Beautiful People. Przypiąwszy Love, otrzymała możliwość zrewanżowania się jej za przegraną na Slammiversary. 3 lipca odebrała rywalce mistrzostwo, zostając czterokrotną zdobywczynią tego wyróżnienia. W kolejnych tygodniach sukcesywnie broniła tytuł: w Four Way matchu przeciwko Love, Rayne i Brittany (10 lipca) oraz w pojedynku z Velvet Sky w programie TNA Xplosion (23 lipca). 24 lipca stawiła czoło Terrell, lecz mecz zakończył się bez rozstrzygnięcia z powodu interwencji The Beautiful People. Wybrawszy Terrell, Love i Sky za swoje przeciwniczki w poprzednim tygodniu, pokonała je 14 sierpnia i utrzymała TNA Knockouts Championship. Wygrana Kim z Angeliną Love w Last Knockout Standing matchu na Hardcore Justice (20 sierpnia) doprowadziła do końca rywalizacji obu zawodniczek.
Kim obroniła TNA Knockouts Championship 3 września, zwyciężając Terrell. Po meczu debiutująca Havok zaatakowała uczestniczki meczu, zaś tydzień później skonfrontował się z Kanadyjką. Kim stanęła w obronie mistrzostwa kobiet 1 października przeciwko Havok, mimo że przed meczem przeciwniczka kontuzjowała jej lewe ramię; ze względu na stan zdrowia przegrała starcie i utraciła tytuł. Powróciła 5 listopada z zamiarem odebrania jej mistrzostwa, lecz doznała drugiej porażki. Dwa tygodnie później wzięła udział w wygranym przez Terrell Three Way matchu o TNA Knockouts Championship; trzecią zawodniczką była Havok.

#### Rywalizacja z The Dollhouse i Marią (2015–2016)
Na początku 2015 r. mierzyła się w wieloosobowych starciach o TNA Knockouts Championship (7 stycznia, 30 stycznia, 20 marca) oraz nieskutecznie zabiegała o miano pretendentki do tego tytułu (10 i 24 kwietnia). W tym czasie odbyła również ostatni pojedynek z Havok zakończony dyskwalifikacją przeciwniczki, która uderzyła sędziego. 1 maja zaczęła feud, współpracując z Awesome Kong, przeciwko nowo powstałej grupie o nazwie The Dollhouse, złożonej z Terrell, Jade i Marti Belle. W następnym tygodniu Kim i Kong zostały pokonane przez The Dollhouse w 3–on–2 Handicap matchu. Wkrótce rywalizacja skupiła się na sprawach osobistych, gdy Terrell wypowiadała się w niewybredny sposób o mężu Kanadyjki i jego dwóch córkach, zaś 29 maja wygrała z pomocą Jade i Belle z Kim w Six Sides of Steel Cage match, łamiąc jej palec i zabierając obrączkę ślubną. Po dłuższej przerwie Kim powróciła z chęcią zemsty nad The Dollhouse. 15 lipca pomogła Brooke odebrać Terrell mistrzostwo kobiet po 238 dniach panowania oraz obronić je 29 lipca w walce przeciwko Belle. W sierpniu dwukrotnie pokonała członkinie The Dollhouse, najpierw 5 sierpnia w meczu przeciwko wszystkim trzem rywalkom, później 19 sierpnia w Six Sides of Steel Cage Handicap matchu przeciwko Jade i Belle. Dokonawszy rozliczenia z grupą, 19 września zdobyła po raz piąty w karierze TNA Knockouts Championship po pokonaniu Brooke, Kong i Lei’D Tapy. Na Bound for Glory (4 października) obroniła tytuł mistrzowski w walce z Kong.
Od października do grudnia brała udział w turnieju TNA World Title Series. Dwaj finaliści tych zawodów mieli zmierzyć się o TNA World Heavyweight Championship. W swojej grupie przegrała z Brooke i odniosła zwycięstwa nad Awesome Kong i Madison Rayne, uzyskując sześć punktów i awansując do następnej rundy. W 1/8 finału poniosła porażkę z meksykańskim zawodnikiem Tigre Uno.
Na początku 2016 r. zaczęła wspierać The Beautiful People, w zastępstwie za Angelinę Love (ciąża), w rywalizacji z The Dollhouse (Jade, Marti Belle i Rebel), m.in. walcząc zwycięsko z Awesome Kong o TNA Knockouts Championship. Kulminacją sporu był Lethal Lockdown match na Lockdown. Podczas wydarzenia Rayne została zaatakowana przez nieznanego napastnika, dlatego Kim zwróciła się do nielubianej przez siebie Marii, aby zajęła miejsce niedysponowanej wrestlerki w walce z przeciwniczkami. Ta zgodziła się pomóc, mimo to gdy nadszedł jej czas, odwróciła się od sojuszniczek i doprowadziła do ich porażki z trzema członkiniami The Dollhouse. Tydzień później Kim wdała się w sprzeczkę z Marią, w czasie której Jade uderzyła ją pasem mistrzowskim i domagała się walki o tytuł kobiet. Kanadyjka podjęła wyzwanie i pokonała rywalkę, jednakże 5 kwietnia utraciła mistrzostwo na jej rzecz; trzecią uczestniczką starcia była Rayne. 19 kwietnia Kim została porwana przez Decay (Abyss, Crazzy Steve i Rosemary) podczas siedmioosobowego Ladder matchu, na którego szali znalazło się przywództwo nad dywizją Knockoutek (wygrała go Maria). Później wyszło na jaw, że była kartą przetargową grupy w negocjacjach z Beer Money, Inc. (James Storm i Bobby Roode) odnośnie do rywalizacji o TNA World Tag Team Championship. 26 kwietnia oskarżyła Marię, że maczała palce w jej porwaniu. „First Lady of Proffesional Wrestling” zaprzeczyła temu zarzutowi, jednocześnie wyznaczyła jej walkę z Rosemary jako zadośćuczynienie. Podczas pojedynku Maria odciągnęła uwagę sędziego, co w konsekwencji doprowadziło do przegranej Kim. Dwa tygodnie później Kanadyjka zmierzyła się z Jade w starciu mistrzowskim przerwanym atakiem Sienny, nowej podopiecznej Marii. 24 maja zwyciężyła napastniczkę w pojedynku, zatrzymując pracę w federacji. W czasie Slammiversary (12 czerwca) została dodana do walki o TNA Knockouts Championship, o które rywalizowały Sienna i Jade. Pierwotnie miała zmierzyć się z Marią, ale ta z powodu złamanej ręki nie mogła zmierzyć się z Kim. Podczas gali nową mistrzynią została Sienna.
Kim odbyła walkę rewanżową z Siennę o mistrzostwo kobiet 28 czerwca, ale przegrała pojedynek, podobnie jak Fatal Four Way match z tą samą zawodniczką, Jade i Marti Belle, rozegrany 12 lipca. 21 lipca została niespodziewanie zaatakowana przez Madison Rayne podczas spotkania wszystkich Knockoutek w ringu, zwyciężając ją w następnym tygodniu. W sierpniu kontynuowała rywalizację z Marią, która nasyłała w czasie jej walk swoje pomocniczki – Siennę i Allie. 15 września Kim wygrała siedmioosobowy Gauntlet match dzięki czemu mogła zawalczyć z Marią o TNA Knockouts Championship na Bound four Glory (2 października).

#### TNA Hall of Fame i kontuzja (2016–2017)
Na Bound for Glory została ogłoszona, jako pierwsza kobieta, szóstym członkiem TNA Hall of Fame.  Wygłosiła oficjalną mowę, a podczas całej ceremonii włączenia zawodniczce towarzyszyły: Christy Hemme, Taryn Terrell, Awesome Kong i Dixie Carter. Tego samego wieczoru pokonała Marię, w ten sposób zdobywając TNA Knockouts Championship po raz szósty w karierze (taką samą liczbą posiadań legitymuje się Angelina Love). 6 października Kanadyjka zwyciężyła Siennę, lecz ta wraz z Laurel Van Ness i Marią zaatakowały ją po zakończeniu meczu. 13 października odniosła zwycięstwo nad byłą mistrzynią w No Disqualification matchu, tym samym ich rywalizacja dobiegła końca.
10 listopada ogłosiła Jade swoją następczynią. Atak na nie ze strony Rosemary przerwał rozmowę obu wrestlerek. Tydzień później zawiesiła tytuł mistrzowski z powodu kontuzji pleców. 1 grudnia towarzyszyła Jade w przegranym przez nią Steel Cage matchu z Rosemary o zawieszone TNA Knockouts Championship, natomiast 26 stycznia 2017 r. pocieszała podopieczną po kolejnej porażce z nową mistrzynią. Rosemary wykorzystała nieuwagę Kim i Jade, aby wykonać ponowny atak.

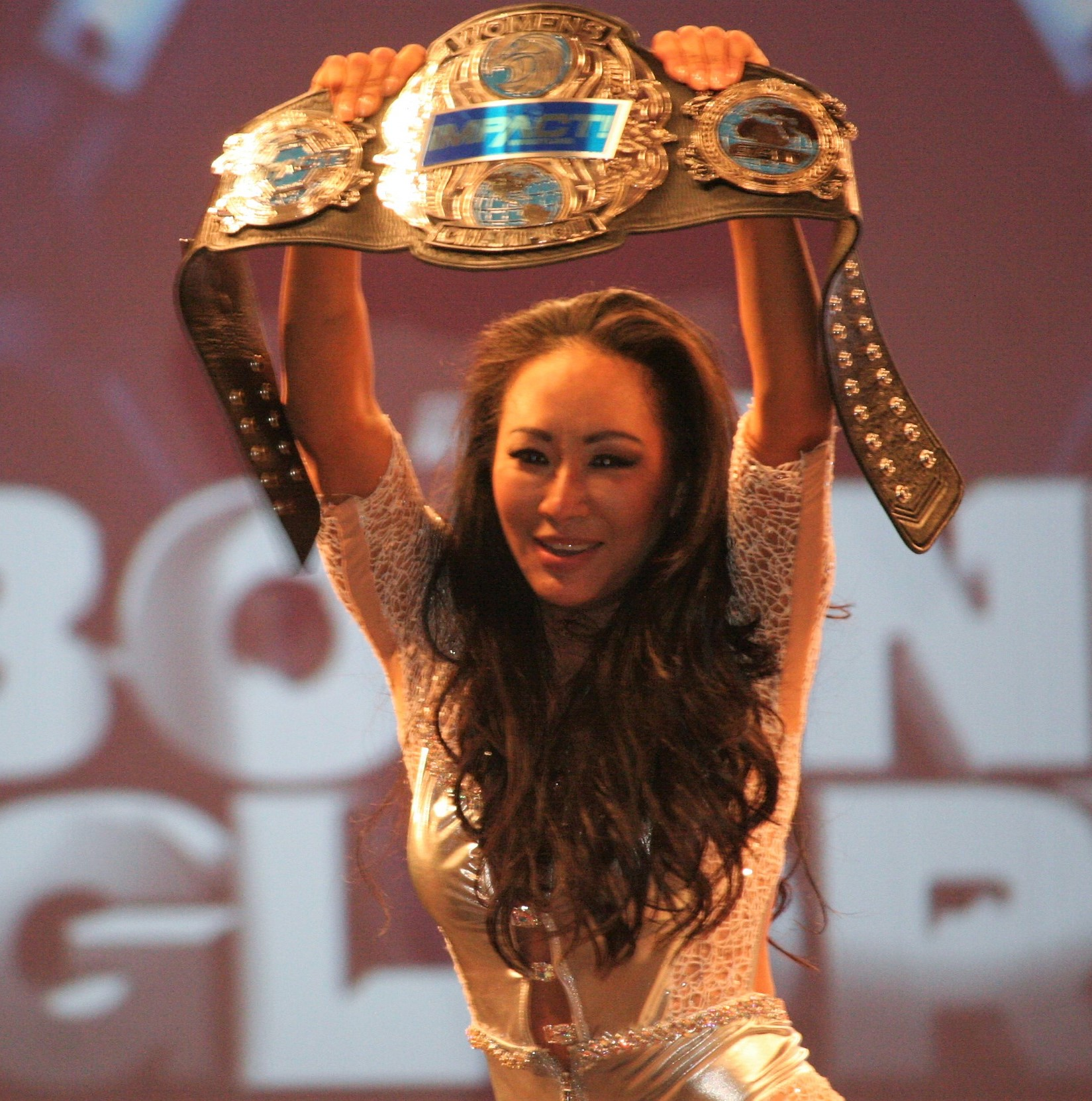
Kim jako siedmiokrotna mistrzyni

7 marca poinformowała na Twitterze, że jej kontrakt z Impact Wrestling wygasł, ale powróci do federacji, gdy w pełni wyleczy kontuzję.

#### Odejście na emeryturę i rola producentki; rywalizacja z Tessą Blanchard (od 2017)
2 lipca Kim zasiadła na widowni podczas gali Slammiversary, aby obserwować walkę o zunifikowany tytuł mistrzowski kobiet, w której Sienna zwyciężyła Rosemary. 13 lipca ogłosiła, że zakończy karierę zawodniczą wraz z końcem 2017 r. 17 sierpnia nie zdołała odebrać Siennie GFW Knockouts Championship na GFW Impact: Destination X, gdyż uniemożliwiła to interwencja powracającej do federacji Taryn Terrell. Intensywna rywalizacja tocząca się między Kim, Allie, Terrell i Sienną skłoniła Karen Jarrett do ustalenia Four Way matchu między nimi na Bound for Glory (5 listopada). Dodała również, że jej stawką będzie tytuł mistrzowski posiadany przez Siennę. 19 października Impact Wrestling poinformował, że Terrell odeszła z federacji, z tego względu zapowiadany pojedynek zmieniono na Triple Threat match. Kim pokonała Siennę i Allie na Bound for Glory, zostając siedmiokrotną Impact Knockouts Championką, co uczyniło ją najbardziej utytułowaną zawodniczką w historii Impact Wrestling, po czym w odcinku Impactu! z 16 listopada, nagranym 6 listopada, zawiesiła tytuł mistrzowski i ogłosiła zakończenie kariery zawodniczej w federacji. Po odejściu na emeryturę objęła stanowisko producentki i agentki w Impact Wrestling, oprócz tego współpracuje z Knockoutkami nad rozwojem ich umiejętności.
Wobec stosowania nieczystych metod przez Tessę Blanchard w obronie Impact Knockouts Championship, w grudniu 2018 r. Gail Kim została ustanowiona sędzią specjalną pojedynku mistrzyni z Tayą Valkyrie, który miał odbyć się na Impact Wrestling Homecoming (6 stycznia 2019 r.), aby zapobiec jakiejkolwiek nieuczciwości. Podczas meczu, w odpowiedzi na ataki na nią ze strony Blanchard, Kim wykonała mistrzyni swoją akcję kończącą, umożliwiając Valkyrie zdobycie tytułu kobiet. W Impakcie! z 11 stycznia 2019 Blanchard wykorzystała finisher Kim, Eat Defeat, do zwycięstwa nad Cali Collins, po czym tydzień później zaatakowała za kulisami Kanadyjkę i kilku pracowników federacji. Władze Impact Wrestling zawiesiły była mistrzynię za ten czyn do 15 lutego. Po przegranym pojedynku z Jordynne Grace Blanchard wyładowała swój gniew na jednym z pracowników federacji, jednak Kim przerwała jej poczynania, wyrzucając ją siłą z ringu. Kanadyjka, członkini zarządu Impact Wrestling i emerytowana wrestlerka, nie mogła postąpić w ten sposób, dlatego otrzymała karę tygodniowego zawieszenia. 29 marca „The Empress of the Knockouts”, zgodnie z życzeniem Blanchard, przeprosiła ją za doprowadzenie do jej zawieszenia na przełomie stycznia i lutego oraz pozbawienia jej szansy obrony mistrzostwa Knockoutek. Zrezygnowała także z funkcji członka zarządu federacji i ponownie zyskała status aktywnej zawodniczki, aby rozprawić się z Blanchard. Ogłosiwszy tę wiadomość, zaatakowała rywalkę. Dwa tygodnie później wmieszała się w pojedynek Blanchard, chcąc odebrać jej niedozwolony przedmiot, co doprowadziło do porażki rywalki z Madison Rayne. Na Rebellion (28 kwietnia) Blanchard pokonała ją, po czym oddała jej hołd i obie uściskały się.

### Ostatnie występy na scenie niezależnej (2017–2018)
Podczas gali Pro Wrestling Blitz o nazwie PWB Wrestlefest 8, zorganizowanej 12 sierpnia 2017 r., pokonała Tayę Valkyrie. W dwóch październikowych galach Impact Wrestling Revolution (7 i 21 października) zwyciężyła odpowiednio Rebel i Ivelisse. Na Smash CANUSA Classic 2017 (3 grudnia), reprezentując Kanadę, uległa Allie, będącej przedstawicielką Stanów Zjednoczonych. 16 grudnia poniosła porażkę z Britt Baker podczas gali federacji IWR. Ostatni mecz w karierze odbyła 3 lutego 2018 r. podczas wydarzenia organizowanego przez federację Southside Wrestling, kiedy to wygrała z Kasey Owens.

### KAYfABE (od 2020)
W marcu 2020 Gail Kim, Lita i Christy Hemme ogłosiły powołanie do życia serialu telewizyjnego o nazwie KAYfABE. Opowiada on w udramatyzowany sposób o życiu kobiet, które postanowiły rozpocząć przygodę z wrestlingiem.

## Życie osobiste

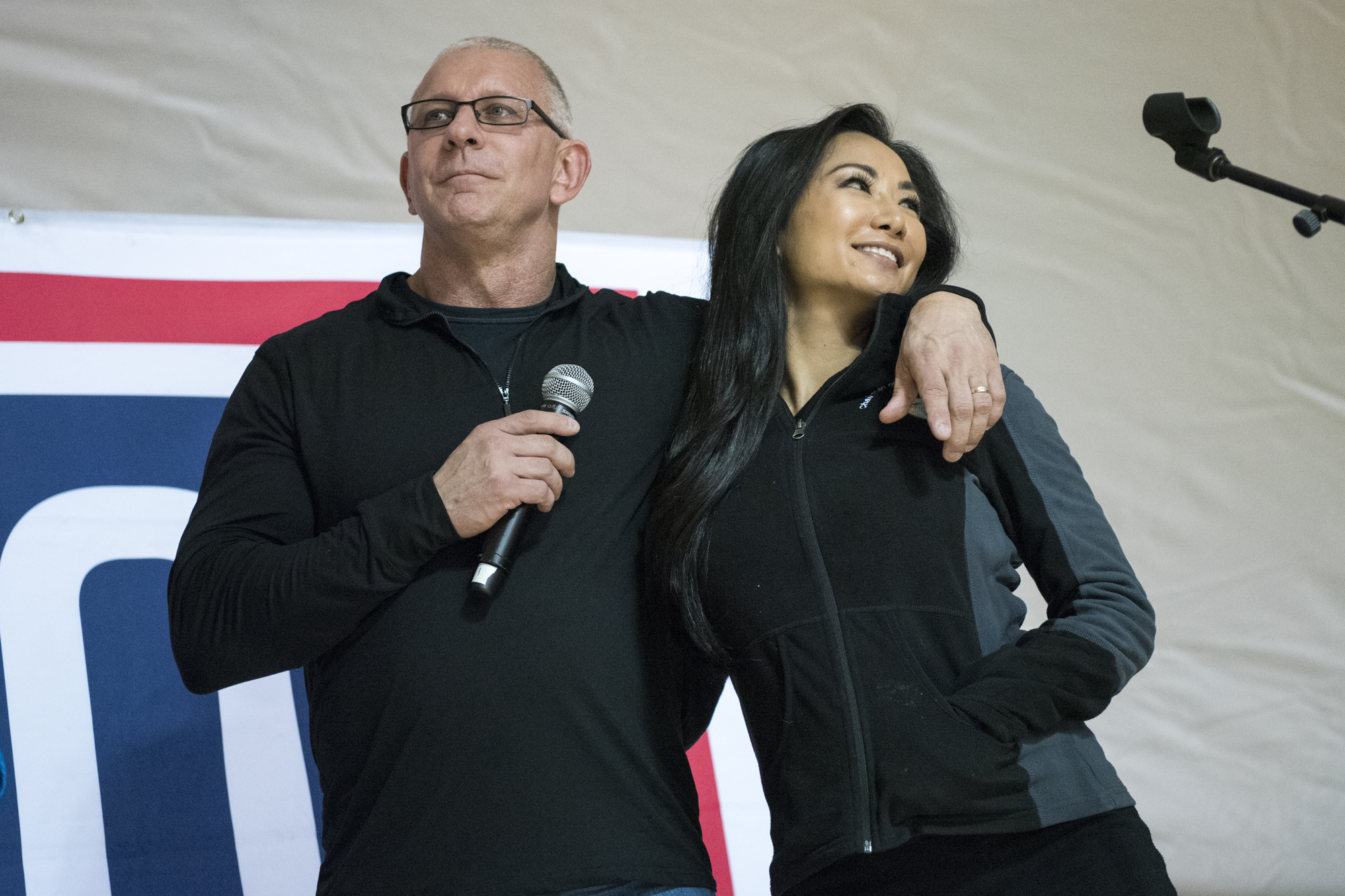
Robert Irvine i Gail Kim w 2016 r.

Gail Kim poślubiła Roberta Irvine’a, szefa kuchni, 10 maja 2012 r. Para poznała się w programie Dinner: Impossible. W 2017 r. przyznano jej amerykańskie obywatelstwo.

## Inne media
Kim pozowała topless w kampanii reklamowej telefonii komórkowego w Korei Południowej. W 2007 r. znalazła się na liście Forbesa 40 „Najpiękniejszych singielek w Ameryce”. Dwa lata później zagrała w niezależnym thrillerze psychologicznym pt. Royal Kill. 13 października 2011 r. wzięła udział, wspólnie z The Mizem, Johnem Morrisonem, Kofim Kingstonem, Heathem Slaterem i Eve Torres, w odcinku programu BrainSurge poświęcony federacji WWE. 18 sierpnia 2012 r. ceremonia ślubna Kim i Irvine’a została pokazana w jednym z odcinków programu Irvine’a, Restaurant: Impossible.
Kim jest grywalną postacią w  WWE SmackDown vs. Raw 2010 i  WWE SmackDown vs. Raw 2011.

## Mistrzostwa i osiągnięcia
- Apocalypse Wrestling Federation
  - Diva Roku (2001)
- Association Biterroise de Catch
  - ABC Women's Championship (1x)
- Funkin’ Conservatory
  - FC Women’s Championship (1x)
- Imperial Wrestling Revolution
  - IWR Diamond Championship (1x)
- Pro Wrestling Illustrated
  - PWI umieściło ją na 1. miejscu rankingu wrestlerek PWI Top 50 w 2012[224]
- Total Nonstop Action Wrestling/Impact Wrestling
  - TNA/Impact Knockouts Championship (7x)
  - TNA Knockouts Tag Team Championship (1x)
  - Knockoutka Roku (2007)
  - Gauntlet for the Gold (2007, 2016)
  - Queen of the Knockouts (2013)[225]
  - TNA World Cup (2015) – z Jeffem Hardym, Gunnerem, Rockstarem Spudem, Daveym Richardsem i Crazzy Steve’em[226]
  - TNA Hall of Fame (2016)
- World Wrestling Entertainment
  - WWE Women's Championship (1x)